# Ljungsländfluga
Ljungsländfluga (Sphaerophoria philantha) är en tvåvingeart som först beskrevs av Johann Wilhelm Meigen 1822.  Ljungsländfluga ingår i släktet sländblomflugor, och familjen blomflugor. Arten är reproducerande i Sverige.